# Großklein
Großklein osztrák mezőváros Stájerország Leibnitzi járásában. 2017 januárjában 2268 lakosa volt. 

## Elhelyezkedése

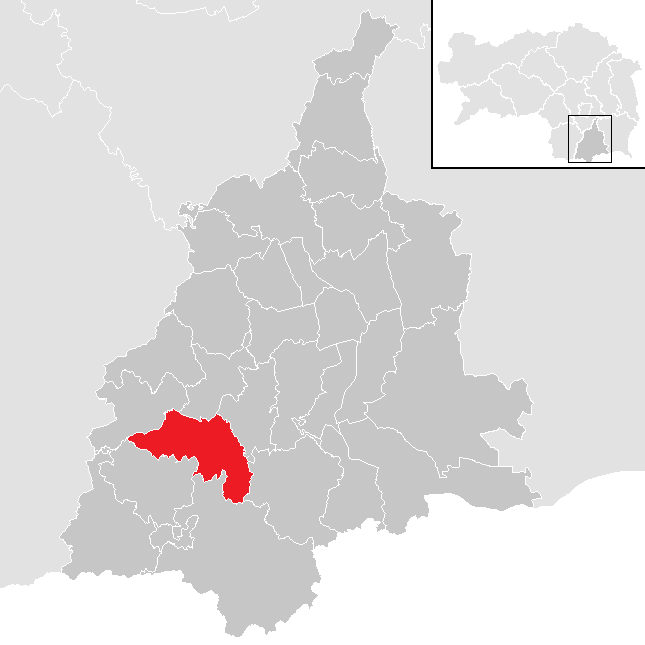
Großklein a Leibnitzi járásban

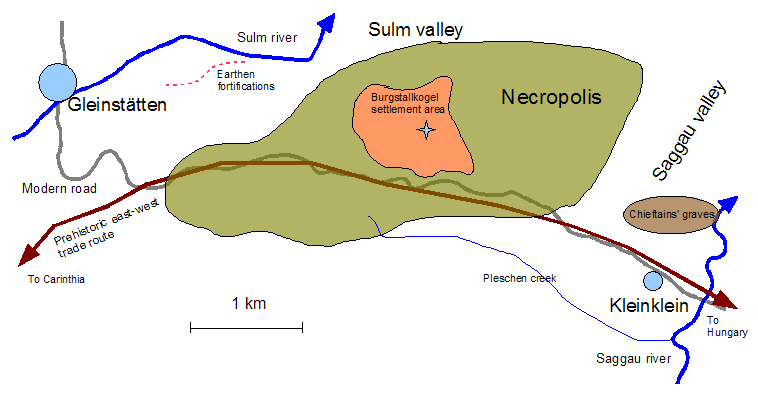
A burgstalli régészeti terület a vaskori településsel és a nekropolisszal

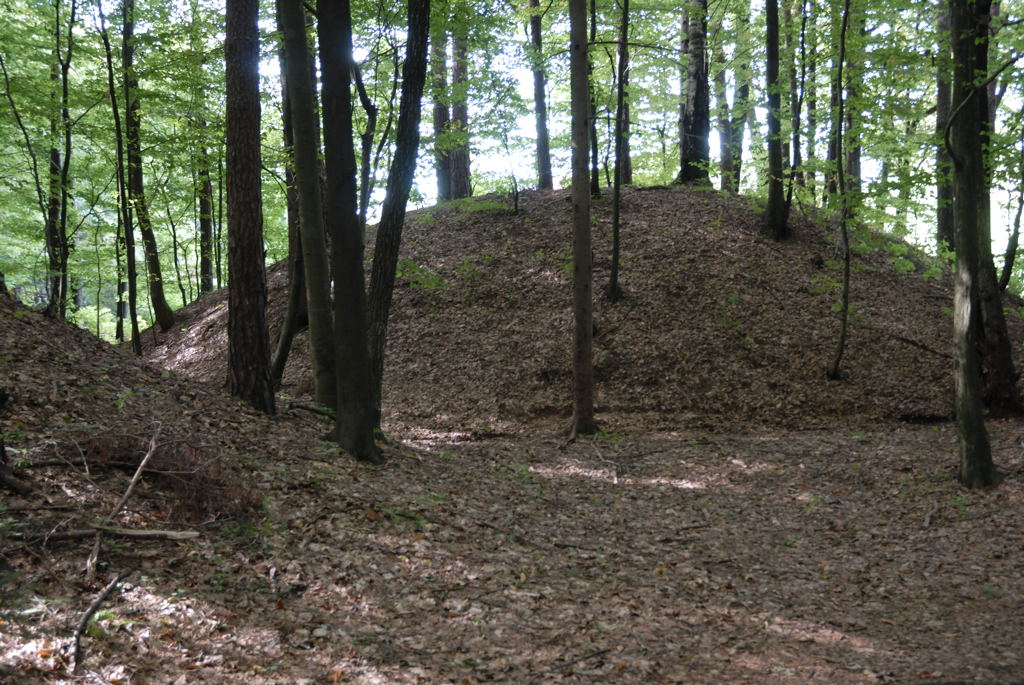
Halomsírok az erdőben

Großklein a tartomány déli részén fekszik a Saggau mentén (kevéssel azelőtt, ahol a folyó a Sulmba torkollik), a Nyugat-Stájerország régióban. Großklein a délstájer borvidék, az ún. "stájer Toszkána" része. Az önkormányzat 8 falut fog össze (valamennyit a saját katasztrális községében): Burgstall (142 lakos), Goldes (198), Großklein (596), Mantrach (339), Mattelsberg (234), Nestelbach (191), Nestelberg (359), Oberfahrenbach (203).
A környező települések: északra Kitzeck im Sausal, északkeletre Heimschuh, keletre Gamlitz, délre Leutschach an der Weinstraße, délnyugatra Sankt Johann im Saggautal, északnyugatra Gleinstätten. 

## Története
Az önkormányzatnak nevet adó települést 1968-ig Kleinnek hívták és két részből, Großkleinből és Kleinkleinből tevődött össze. A gyakori félreértések miatt nevezték át Großkleinre. A furcsán ható elnevezés ("nagykicsi") a szláv glina (agyag) szóból származik, amely a betelepülő németek ajkán módosult.  
A Saggau és Sulm folyók közötti 16 km hosszú Riedel-hegyháton, illetve legmagasabb pontján, a 458 méteres Burgstallkogelen a vaskori protokelta Hallstatt-kultúra telepedett meg. A település az egész régió központjaként szolgálhatott, erről tanúskodik a négy ún. fejedelmi sír is. Ezekből az Itáliával való kereskedelmet is bizonyító bronzpáncélok, fegyverek, és egy maszk kerültek elő. A hegy teraszos oldalai sűrűn lakottak voltak. A leletek között külön figyelmet érdemel az a szövőszék, amellyel 3 méter széles vásznakat lehetett készíteni és a maga nemében Közép-Európa legnagyobbjának számít ebben a korszakban. Az i.e. 8-6. század között virágzó település körül hatalmas nekropolisz található, amely valamikor több mint 2 ezer halomsírt tartalmazott és közülük 700 máig jól megmaradt. 
Klein első írásos említése Klvne formában egy 1170-es oklevélből származik, amelyben Adelbert salzburgi érsek megerősíti a lebnitzi egyház birtokait. A falu Szt. Györgynek szentelt temploma ekkor már állott. Egy 1290-es birtokleírás szerint a faluban 11 jobbágytelek (Huben) volt.
A középkorban a környék legfontosabb uradalmi központja a délebbre fekvő hercegi arnfelsi váron kívül a Burgstallkogelen épült Mantrach vára volt. Az először 1312-ben említett vár tulajdonosa a Walsee-nemzetség volt, akiktől 1500 után a Gleintz-család szerezte meg. Végül 1601-ben Hans Murn kezébe került az erőd, aki ugyan von Mantrachnak nevezte magát ezután, de a várat hagyta romba dőlni és az 1616-ban épített Ottersbach-kastélyba költözött. A bortermelés nagy hagyományokra tekint vissza, egy 1500 körüli összeírás 43 szőlőt jegyez fel a Burgstallon. 

## Lakosság
A großkleini önkormányzat területén 2017 januárjában 2268 fő élt. A lakosság 1869 óta (akkor 2303 lakos) 2200-2300 fő körül stabilizálódott. 2014-ben a helybeliek 96,7%-a volt osztrák állampolgár; a külföldiek közül 1,2% a régi (2004 előtti), 1,5% az új EU-tagállamokból érkezett. A munkanélküliség 2,8%-os volt. 

## Látnivalók

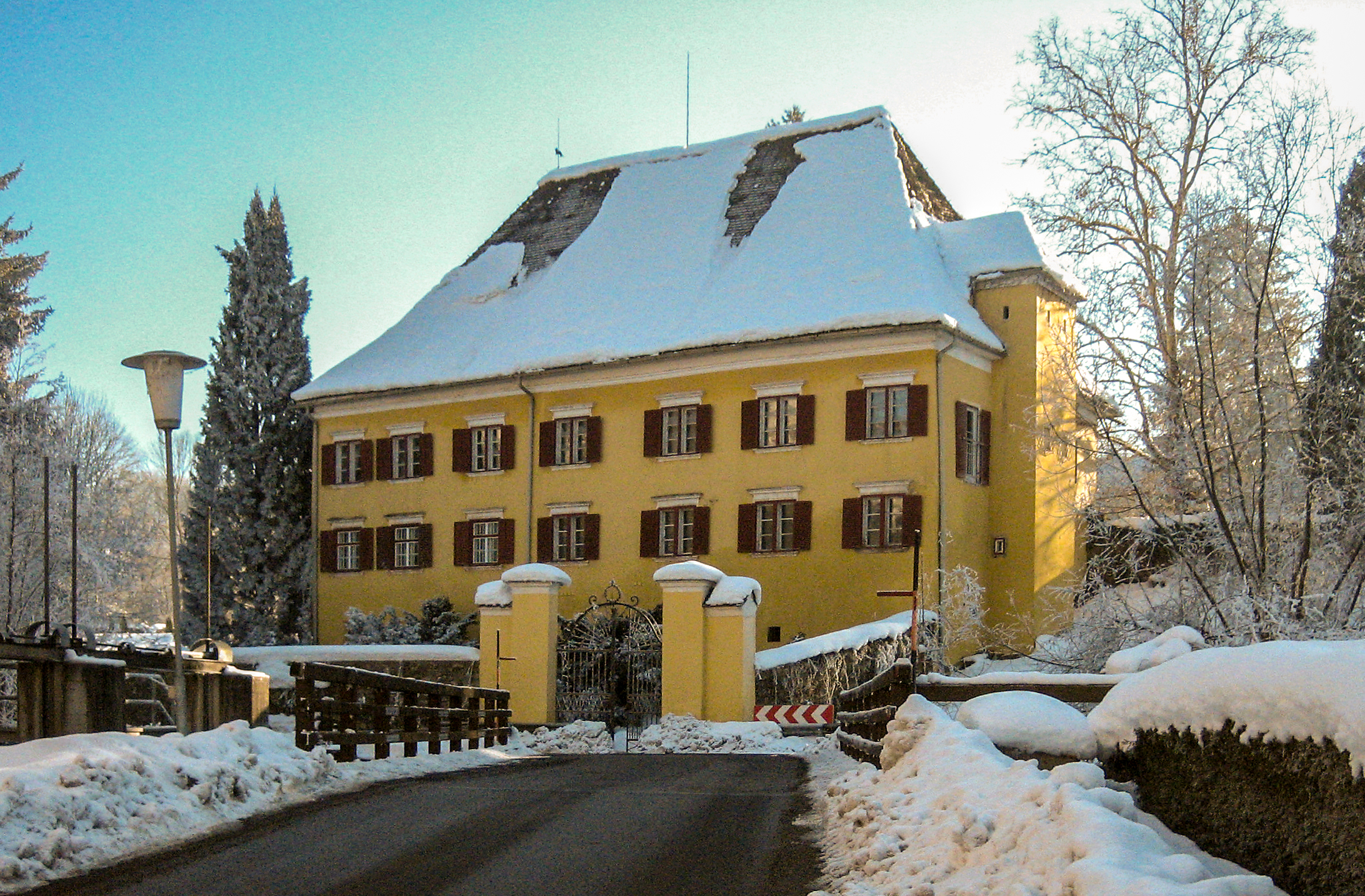
Az Ottersbach-kastély

- a burgstalli vaskori nekropolisz az urnamezős kultúra kései szakaszából és a hallstatti kultúrából tartalmaz több mint 700 halomsírt
- a Szt. György-plébániatemplom mai formájában a 16. század második felében készült. Főoltára 1770-1780-ból való.
- a großkleini kápolna
- a mantrachi barokk Ottersbach-kastély földszintjén ma múzeum található

## Fordítás
- Ez a szócikk részben vagy egészben  a   Großklein című német Wikipédia-szócikk ezen változatának fordításán alapul.  Az eredeti cikk szerkesztőit annak laptörténete sorolja fel. Ez a jelzés csupán a megfogalmazás eredetét és a szerzői jogokat jelzi, nem szolgál a cikkben szereplő információk forrásmegjelöléseként.